# Rittergut Bettensen

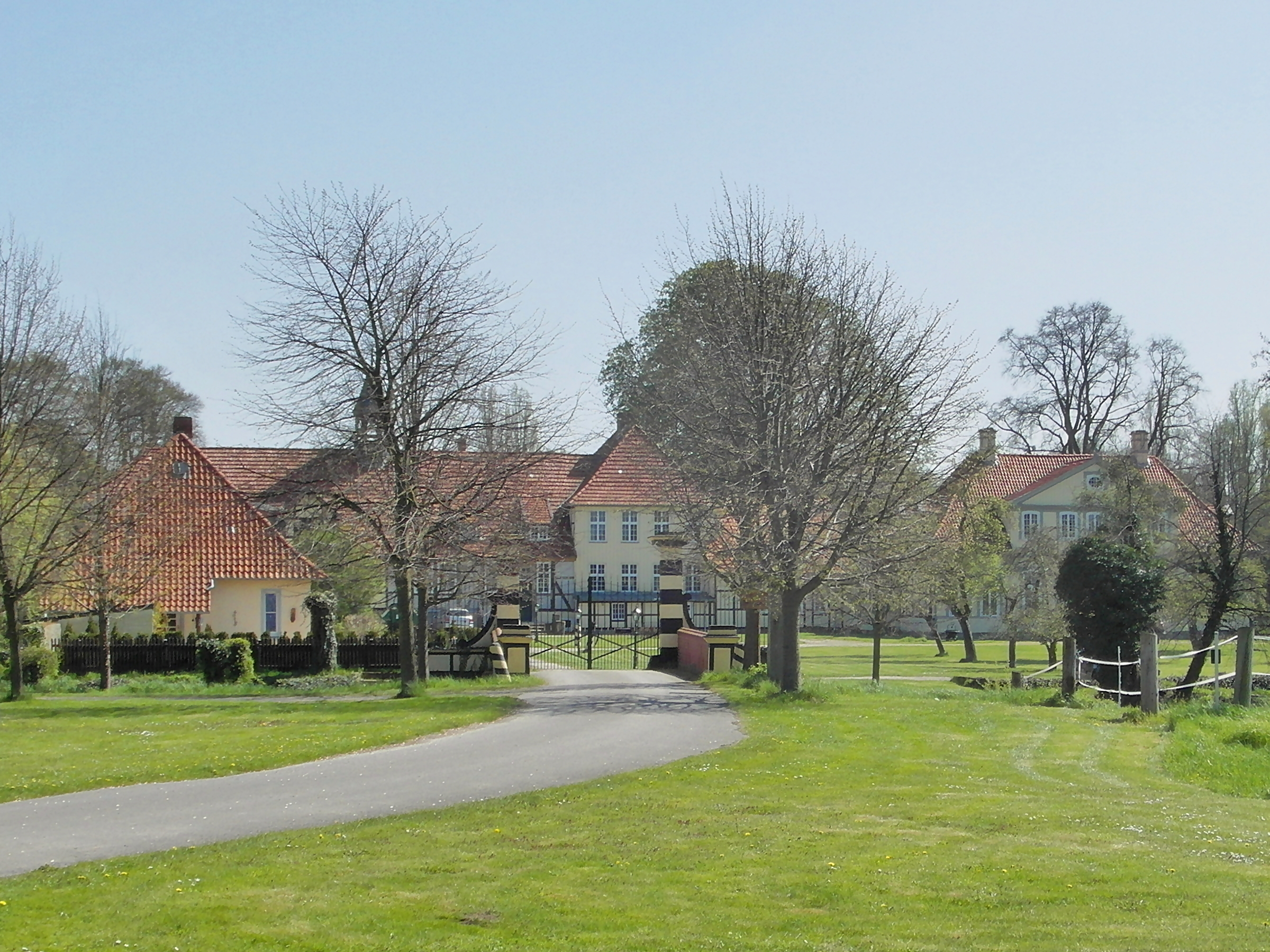
Rittergut Bettensen (2016)

Das Rittergut Bettensen befindet sich im Ortsteil Ihme-Roloven der Stadt Ronnenberg innerhalb der Region Hannover in Niedersachsen. Die vermutlich bereits im 12. Jahrhundert bestehende Anlage wurde im Jahre 1439 erstmals erwähnt. Seit 1765 steht das Rittergut im Besitz der Freiherren von Münchhausen. Der heute unter Denkmalschutz stehende Gebäudebestand stammt aus der ersten Hälfte des 18. Jahrhunderts.

## Geschichte
1437 wird das Rittergut in einem Lehensbrief von Herzog Bernhard II. als Herzog von Sachsen-Lauenburg erwähnt, der auch Lehensgeber war. Spätere Lehensgeber des Gutes waren die Grafen von Hallermund, die Grafen von Wunstorf, die Bischöfe von Minden und die Herzöge von Braunschweig sowie die Fürsten von Calenberg.

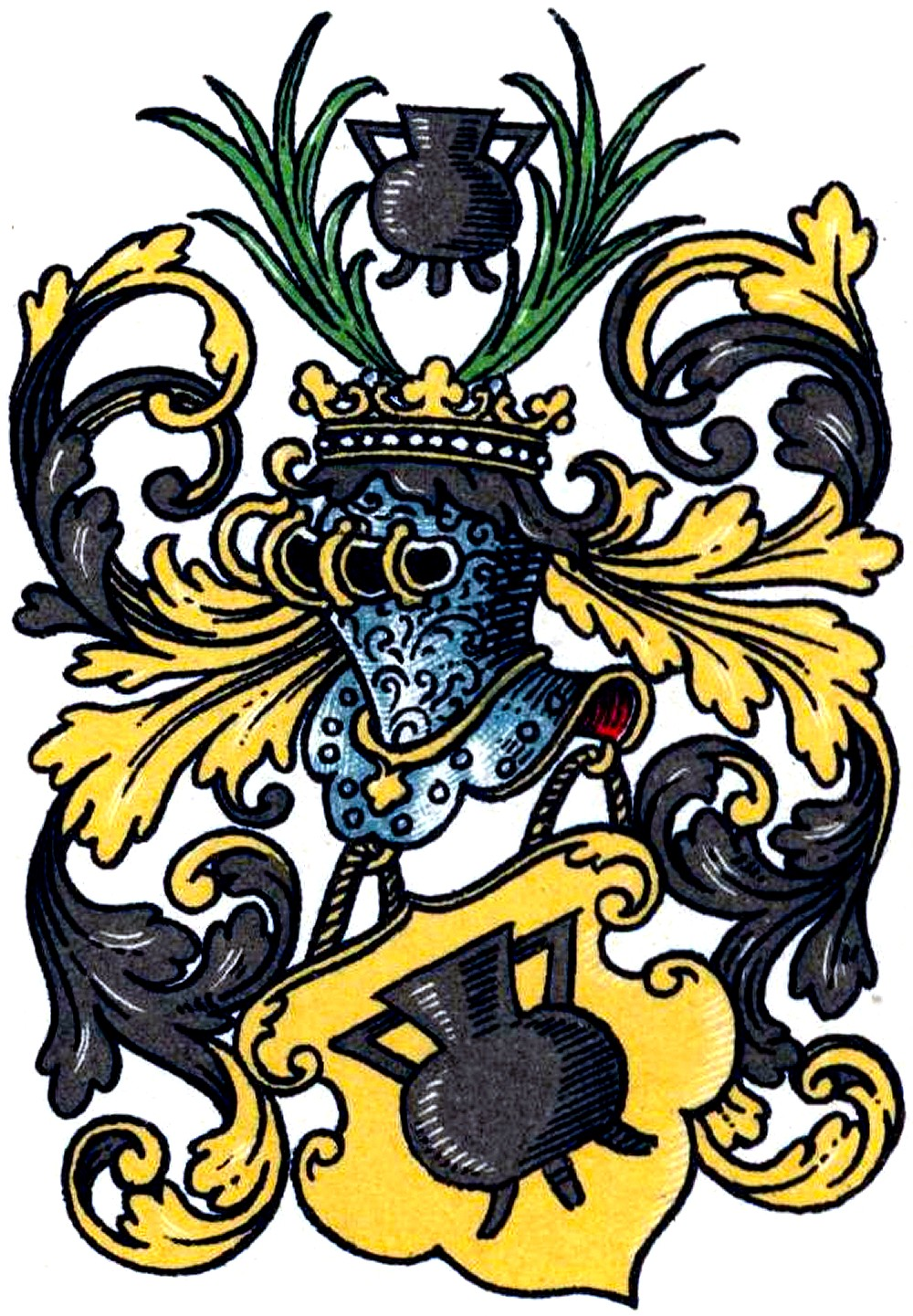
Wappen derer von Grapendorff

Das ehemals als Sattelhof geführte Gut hatte im Laufe der Geschichte wechselnde Besitzer. Dazu zählten die Familien von Hahnensee, von Steding, von Grapendorf und von Grote.
Erste Lehnsnehmer, urkundlich seit 1439, waren die Herren von Hahnensee (Hanenze, Hanensee). 1641 wurde Johann Eberhard von Steding mit Bettensen belehnt, 1665 Hieronymus von Grapendorff (Grapendorf), Geheimer Rat des Herzogs Georg Wilhelm und von 1667 bis 1671 Großvogt in Celle. Nach dem kinderlosen Tod seiner Söhne wurden 1712 die fünf Söhne des Otto Grote zu Schauen mit dem Gut Bettensen belehnt. Ab 1730 war Heinrich Grote zu Schauen als einzig verbliebener Sohn Lehensnehmer. 1753 folgte Georg Grote zu Wrestedt.
Nachdem im Jahre 1764 der letzte von Grote auf Bettensen ohne Nachkommen verstorben war, kam das Gut als Lehen an Friedrich Otto von Münchhausen, aufgrund einer General-Lehens-Exspektanz, die seinem 1762 verstorbenen Vater Philipp Adolph von Münchhausen im Jahr 1749 erteilt worden war. Aus jener Zeit wird berichtet, dass „der wohl berühmteste Münchhausen Spross, Carl Friedrich Hieronymus“, bekannt aus den Geschichten über den Lügenbaron, auf seinem Weg von Bodenwerder „zum königlichen Hof nach Hannover“ gern im Gut Bettensen eingekehrt sei, um seine Verwandten zu besuchen. Aufzeichnungen über seine Besuche sind vor einiger Zeit leider verloren gegangen. 1797 ging das Gut von Friedrich Otto von Münchhausen an seinen Neffen Philipp Adolph Friedrich, Herr auf Steinburg, als Erben. Das Gut gehört noch heute den Freiherren von Münchhausen.

## Beschreibung

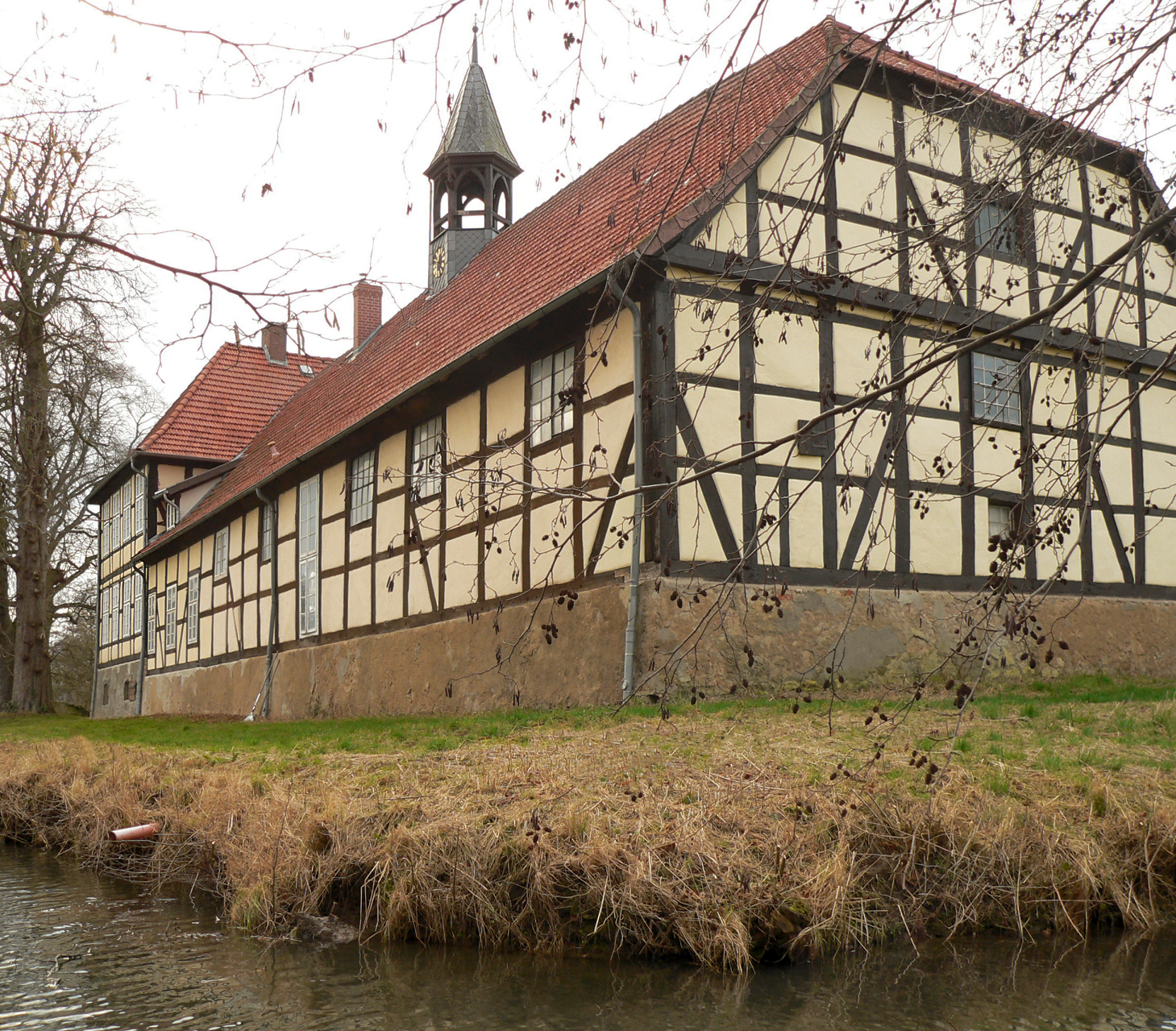
Rittergut Bettensen, Seitenansicht

Das Rittergut Bettensen ist von einem Wassergraben umgeben, der von der vorbei führenden Ihme gespeist wird. Am Hof liegen zwei größere Wasserflächen, die als Teiche der Fischzucht dienten. Zur früheren Plantage, auch Bettenser Garten genannt, auf dem Bettenser Berg führt vom Gut aus eine lange Obstbaumallee. Dort wurde 1794 ein Jagdschloss errichtet, das später als Gaststätte und heute als Wohnhaus dient.
Zur Zeit der Familie von Grote entstand in den Jahren von 1715 bis 1750 der heute noch vorhandene Gebäudebestand. Dazu zählt das Herrenhaus, das heute Winterhaus genannt wird. Die vor 1715 bestehenden Gebäude wurden bis zum Jahr 1800 abgerissen.
1733 wurde das Sommerhaus als höfisch-barocke Version eines Gartenhauses erbaut. Die Benennung leitet sich davon ab, dass es für Sommerfeste genutzt wurde und Repräsentationszwecken diente. 1750 entstand die neue Scheune. Das einzige Wirtschaftsgebäude ist eine Längsdurchfahrtsscheune aus Fachwerk. Das Tor- und Schäferhaus wurde 1952 durch einen Neubau ersetzt. Seit den 1990er Jahren erfolgt eine schrittweise Sanierung des Gutshofes.
Das bewohnte Anwesen ist nur bei Veranstaltungen oder beim Tag des offenen Denkmals zu besichtigen.